# Jesper Christensen
 Der er flere personer med dette navn, se Jesper Christensen (flertydig).
Jesper Christensen (født 16. maj 1948) er en dansk skuespiller. Han er en af dansk films mest succesrige skuespillere, og hans arbejde er fem gange blevet belønnet med en Bodil-statuette. For bedste hovedrolle i filmene Før frosten, Hør, var der ikke en som lo?, Bænken, Drabet og for bedste birolle i Barbara. Derudover har han vundet seks Roberter: for bedste hovedrolle i Bænken, bedste birolle i Sofie, Den russiske sangerinde og Barbara og for bedste birolle i tv-serien Arvingerne, samt endnu en for instruktion af Arvingerne
. Mange vil huske ham som Nanas far i serien Nana, fra dansk tv i 1988.
I 2006 spillede han Mr. White i James Bond-filmen Casino Royale. To år senere gentog han denne rolle i efterfølgeren Quantum of Solace, og syv år senere i Spectre.
Han begrundede i 2006 sit nej til at modtage et ridderkors: "Selve ideen om at have et kongehus er en slags forbrydelse mod medlemmerne af samme og aldeles ude af trit med et moderne menneskesyn".
Jesper Christensen har indlæst en række lydbøger, blandt andre Emil fra Lønneberg og Harry Potter-bøgerne, især arbejdet med sidstnævnte modtog han stor ros for.

## Filmografi

### Film
- Strømer (1976) – Ung betjent
- Pas på ryggen, professor (1977) – Journalist
- Hærværk (1977) – Steffensen
- Vinterbørn (1978) – Anders, Tennas mand
- Hør, var der ikke en som lo? (1978) – Den arbejdsløse
- Vil du se min smukke navle? (1978) – Fashionfotograf
- Hvem myrder hvem? (1978) – Christian
- Charly & Steffen (1979) – Eigil
- Trællenes børn (1980) – (stemme)
- Verden er fuld af børn (1980) – Morten
- Undskyld vi er her (1980) – Aage
- Har du set Alice ? (1981) – Bjarne
- Forræderne (1983) – Drengen
- Vera (film fra 1984) - kortfilm
- Hip Hip Hurra! (1987) – Viggo Johansen
- Skyggen af Emma (1988) – Poul, Zülows chauffør
- Retfærdighedens rytter (1989) – Faren
- Dagens Donna (1990) – Advokat Michael Nordgreen
- God afton, Herr Wallenberg - En Passionshistoria från verkligheten – Betjent ved Watteauplatsen
- Sofie (1992) – Hojby
- Den russiske sangerinde (1993) – Carstensen
- Min fynske barndom (1994) – Schreiber
- Vita lögner (1995) – Kristian
- Sommaren (1995) – Flemming
- Tøsepiger (1996) – Hans-Jørgen
- Hamsun (1996) – Otto Dietrich
- Balladen om Holger Danske (1996) – Hemming/Loke (stemme)
- Den vita lejoninnan (1996) – Konovalenko
- Sekten (1997) – Bror 1
- Barbara (1997) – Sorenskriveren (underdommer)
- Albert (1998) – Skomageren
- Sofies verden (1999) – Søren Aabye Kierkegaard
- I Kina spiser de hunde (1999) – Bartender
- Bænken (2000) – Kaj
- Anna (2000) – Johansen
- Italiensk for begyndere (2000) – Olympias far
- Grev Axel (2001) – Oberst Lejpstrup
- At klappe med een hånd (2001) – H.C. Krøyer
- Det største i verden (2001) – Teatermanager
- Små ulykker (2002) – Søren Kreiberg
- Okay (2002) – Læge
- Arven (2003) – Holger Andersen
- Baby (2003) – Eddy
- Møgunger (2003) – JB
- Kommer du med mig då (2003) – Piips
- Tolken (2005) – Nils Lud
- Drabet (2005) – Carsten
- Shaking Dream Land (2006) – George
- Rene hjerter (2006) – Posemand
- Istedgade (2006) – Voice-over
- Casino Royale (2006) – Mr. White
- Flammen og Citronen (2008) – Flammens far
- Maria Larsson evige øjeblik (2008) – Sabastian Pedersen
- Quantum of Solace (2008) – Mr. White
- One Shot (2008) - Lennart
- The Young Victoria (2009) – Baron Stockmar
- Storm (2009) – Anthony Weber
- Original (2009) – Bruno
- This Is Love (2009) – Koller
- The Debt (2010) – Vogel
- En familie (2010) – Rikard Rheinwald
- Melancholia (2011) – Little Father
- Dom över död man (2012) – Torgny Segerstedt
- Nymphomaniac (2013) – Jerômes far
- Spectre (2015) – Mr. White
- Kongens valg (2016) - Kong Haakon VII
- Robin (2017)
- Før frosten (2019) – Jens
- De forbandede år (2020) – Karl Skov
- Lille sommerfugl (2020) – Ernst
- Opgøret - De forbandede år 2 (2022) -	Karl Skov
- Honey (2025) - Honey's bedstefar

### Tv-serier
- Nissebanden, afsnit 8 (tv-julekalender) (1984) – Juletræssælger
- Nana (1988) – Nanas far
- Bryggeren, afsnit 7-12 (1997) – Japetus Steenstrup
- Nissernes Ø (2003) – Skrivernissen Günter/Santa
- Krøniken, afsnit 2-6 (2004) – Ingeniør Meyer
- Revelations, afsnit 2, 4-6 (2005) – Torvald Eklind
- Forestillinger (2007) – Jens
- Arvingerne (2014) – Thomas, far til Gro Grønnegaard og Melody (Gros lillesøster og hans datter med Isa)

### Tegnefilm
- Skatteplaneten (2002) – Scroop